# Manimal
Manimal är en heavy metal/hårdrocksgrupp från Kungsbacka bildat 2001. Gruppen består av Henrik Stenroos på elgitarr, André Holmqvist på trummor, Kenny Boufadene på basgitarr och Samuel Nyman på sång. Deras senaste album Armageddon släpptes 2021 på AFM Records.

## Medlemmar
Nuvarande medlemmar
- Kenny Boufadene – basgitarr
- André Holmqvist – trummor
- Henrik "Hank" Stenroos – gitarr
- Samuel "Sam" Nyman – sång

Tidigare medlemmar
- Pether "Pete" Mentzer – basgitarr
- Richard "Rikki" Mentzer – trummor

## Diskografi
Demo
- Demo 2002 (2002)
- Human Nature (2005)
- Demo 2006 (2006)

Studioalbum
- The Darkest Room (2009)
- Trapped in the Shadows (2015)
- Purgatorio (2018)[3]
- Armageddon (2021)